# Lonchegaster decumbens
Lonchegaster decumbens är en tvåvingeart som beskrevs av Hardy 1933. Lonchegaster decumbens ingår i släktet Lonchegaster och familjen vapenflugor. Inga underarter finns listade i Catalogue of Life.